# Rome (Ohio)
Rome es una villa ubicada en el condado de Adams en el estado estadounidense de Ohio. En el Censo de 2010 tenía una población de 94 habitantes y una densidad poblacional de 142,33 personas por km².

## Geografía
Rome se encuentra ubicada en las coordenadas 38°39′58″N 83°22′41″O / 38.66611, -83.37806. Según la Oficina del Censo de los Estados Unidos, Rome tiene una superficie total de 0.66 km², de la cual 0.6 km² corresponden a tierra firme y (9.8%) 0.06 km² es agua.

## Demografía
Según el censo de 2010, había 94 personas residiendo en Rome. La densidad de población era de 142,33 hab./km². De los 94 habitantes, Rome estaba compuesto por el 95.74% blancos, el 0% eran afroamericanos, el 2.13% eran amerindios, el 0% eran asiáticos, el 0% eran isleños del Pacífico, el 0% eran de otras razas y el 2.13% pertenecían a dos o más razas. Del total de la población el 1.06% eran hispanos o latinos de cualquier raza.